# Norisring

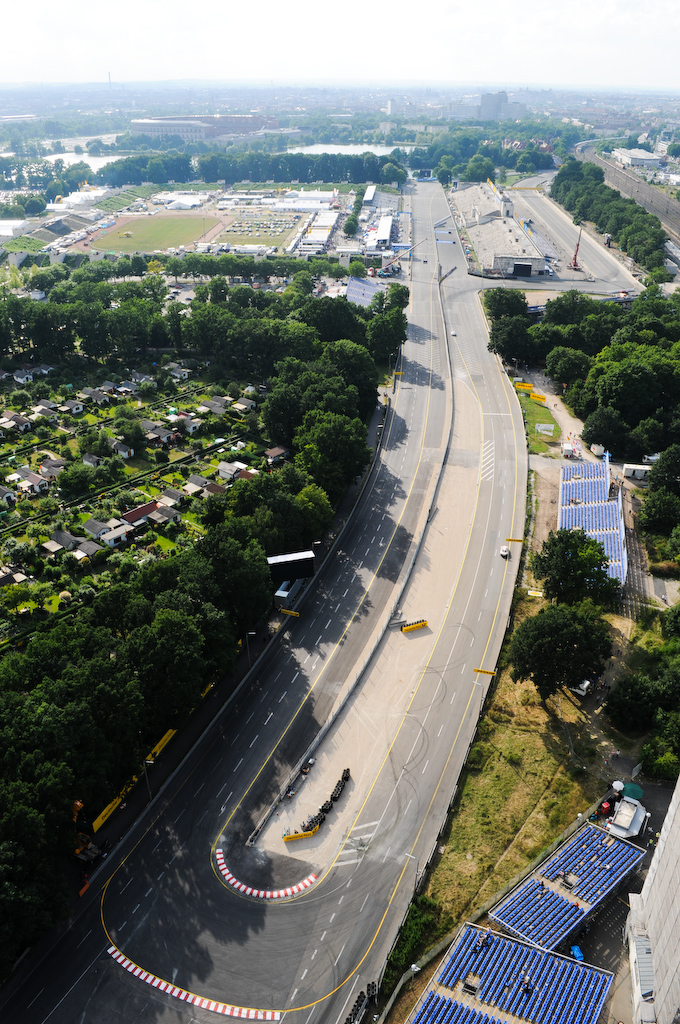
il tracciato visto dall'alto, con il tornante Grundigkehre
in primo piano.

Il Norisring è un circuito cittadino situato all'interno della città di Norimberga, in Germania. Poiché il nome della città di Norimberga (Nürnberg) avrebbe portato confusione con il già famoso Nürburgring, venne scelto il nome Noris per indicare l'attuale tracciato, lungo 2300m.

## Storia e configurazione del tracciato
A partire dal 18 maggio 1947 gli eventi motoristici intorno a una grande tribuna coperta (Zeppelinhaupttribüne o semplicemente Steintribüne) lunga 360m vennero tenuti sulle strade utilizzate anche per il traffico pubblico. Sono usate diverse configurazione nei primi anni, compreso un tracciato a forma di 8, con lunghezze che variavano tra i 2 km e i 4 km. Il tracciato odierno è invariato dal 1972 ed il rettilineo di partenza che si trova di fronte alla grande tribuna coperta porta ad una leggerissima piega verso destra seguita da un tornante ad U vicino all'altezza della Torre Grundig, per poi presentare un'altra leggera piega, stavolta a sinistra, dietro alla Steintribüne, dove la chicane destra-sinistra Schöller-S porta al rettilineo opposto a quello del traguardo. Le vetture spesso sfiorano il muro all'uscita di questa esse. Dopo una nuova piega verso destra, si trova il tornante verso sinistra denominato Dutzendteichkehre, che porta nuovamente al rettilineo principale dopo una leggera curva verso sinistra.
L'evento annuale di metà luglio Norisringrennen è considerato una delle gare di punta della serie DTM, in quanto i fan si trovano più vicini all'azione e ai piloti rispetto ai circuiti più moderni.

## Fatalità
Il pilota messicano Pedro Rodríguez morì al Norisring nel 1971, quando la Ferrari 512 che guidava quel giorno (perché nelle gare valide per il campionato era solito correre per la Gulf Racing-Porsche 917) colpì il muro rialzato prima della Schöller-S e morì tra le fiamme. Dopo questo evento il tracciato venne accorciato tramite lo spostamento del primo tornante in una posizione di circa 700 metri più vicina alla linea di partenza, nei pressi della torre Grundig e pertanto ridenominato Grundigkehre, cosa che portò la riduzione della velocità raggiunta dai concorrenti sia prima del tornante stesso che prima della successiva curva Schöller-S. Nel 2006, una targa commemorativa venne inaugurata nel punto dell'incidente. Anche il pilota ungherese di Formula 3 Csaba Kesjár morì al Norisring nel giugno del 1988.

## Albo d'oro
| Anno                                      | Pilota                      | Team             | Auto                     |
| ----------------------------------------- | --------------------------- | ---------------- | ------------------------ |
| 1967                                      | Frank Gardner               | Sid Taylor       | Lola T70 Mk.3-Chevrolet  |
| 1968                                      | David Piper                 | Piper            | Ferrari 330 P3/4         |
| 1969                                      | Brian Redman                | Sid Taylor       | Lola T70 Mk.3-Chevrolet  |
| Interserie                                |                             |                  |                          |
| 1970                                      | Jürgen Neuhaus              | Gesipa           | Porsche 917K             |
| 1971                                      | Chris Craft                 | Evergreen        | McLaren M8E-Chevrolet    |
| 1972                                      | Leo Kinnunen                | AAW              | Porsche 917/10 TC        |
| 1973                                      | Leo Kinnunen                | AAW              | Porsche 917/10 TC        |
| DRM (Campionato tedesco di automobilismo) |                             |                  |                          |
| 1974                                      | Hans-Joachim Stuck          | BMW Motorsport   | BMW 3.0 CSL              |
| 1975                                      | Jochen Mass                 | Ford Werke       | Ford Capri               |
| 1976                                      | Bob Wollek                  | Kremer           | Porsche 934              |
| 1977                                      | Rolf Stommelen              | Gelo             | Porsche 935              |
| 1978                                      | Manfred Schurti             | Max Moritz Team  | Porsche 935/77A          |
| 1979                                      | Klaus Ludwig                | Kremer           | Porsche 935 K3           |
| 1980                                      | John Fitzpatrick            | Dick Barbour     | Porsche 935 K3/80        |
| 1981                                      | Hans-Joachim Stuck          | Schnitzer        | BMW M1                   |
| 1982                                      | Jochen Mass                 | Porsche          | Porsche 956              |
| 1983                                      | Bob Wollek                  | Joest            | Porsche 956              |
| 1984                                      | Thierry Boutsen             | John Fitzpatrick | Porsche 956B             |
| 1985                                      | Stefan Bellof               | Brun             | Porsche 956B             |
| Campionato del mondo sportprototipi       |                             |                  |                          |
| 1986                                      | Klaus Ludwig                | Joest            | Porsche 956B             |
| 1987                                      | Jonathan Palmer Mauro Baldi | Richard Lloyd    | Porsche 962C             |
| SuperCUP                                  |                             |                  |                          |
| 1988                                      | Jean-Louis Schlesser        | Sauber           | Sauber C9-Mercedes-Benz  |
| 1989                                      | Frank Jelinski              | Joest            | Porsche 962C             |
| DTM                                       |                             |                  |                          |
| 1990                                      | Hans-Joachim Stuck          | SMS              | Audi V8                  |
| 1990                                      | Roberto Ravaglia            | Schnitzer        | BMW M3                   |
| 1991                                      | Kurt Thiim                  | AMG-Mercedes     | Mercedes-Benz 190        |
| 1991                                      | Hans-Joachim Stuck          | SMS              | Audi V8                  |
| 1992                                      | Joachim Winkelhock          | Schnitzer        | BMW M3                   |
| 1992                                      | Steve Soper                 | Bigazzi          | BMW M3                   |
| 1993                                      | Nicola Larini               | Alfa Corse       | Alfa Romeo 155           |
| 1993                                      | Nicola Larini               | Alfa Corse       | Alfa Romeo 155           |
| 1994                                      | Nicola Larini               | Alfa Corse       | Alfa Romeo 155           |
| 1994                                      | Kris Nissen                 | Schübel          | Alfa Romeo 155           |
| 1995                                      | Christian Danner            | Schübel          | Alfa Romeo 155           |
| 1995                                      | Bernd Schneider             | AMG-Mercedes     | Mercedes-Benz Classe C   |
| 1996                                      | Klaus Ludwig                | Zakspeed         | Opel Calibra             |
| 1996                                      | Klaus Ludwig                | Zakspeed         | Opel Calibra             |
| Campionato tedesco di Super Turismo       |                             |                  |                          |
| 1997                                      | Joachim Winkelhock          | Bigazzi          | BMW Serie 3              |
| 1997                                      | Joachim Winkelhock          | Bigazzi          | BMW Serie 3              |
| 1998                                      | Jörg van Ommen              | Peugeot          | Peugeot 406              |
| 1998                                      | Laurent Aïello              | Peugeot          | Peugeot 406              |
| 1999                                      | Uwe Alzen                   | Holzer           | Opel Vectra              |
| 1999                                      | Manuel Reuter               | Holzer           | Opel Vectra              |
| DTM                                       |                             |                  |                          |
| 2000                                      | Joachim Winkelhock          | Holzer           | Opel Astra               |
| 2000                                      | Bernd Schneider             | AMG-Mercedes     | Mercedes-Benz Classe CLK |
| 2001                                      | Uwe Alzen                   | Team Warsteiner  | Mercedes-Benz Classe CLK |
| 2002                                      | Laurent Aïello              | Abt Sportsline   | Audi TT                  |
| 2003                                      | Christijan Albers           | AMG-Mercedes     | Mercedes-Benz Classe CLK |
| 2004                                      | Gary Paffett                | AMG-Mercedes     | Mercedes-Benz Classe C   |
| 2005                                      | Gary Paffett                | AMG-Mercedes     | Mercedes-Benz Classe C   |
| 2006                                      | Bruno Spengler              | HWA              | Mercedes-Benz Classe C   |
| 2007                                      | Bruno Spengler              | AMG-Mercedes     | Mercedes-Benz Classe C   |
| 2008                                      | Jamie Green                 | AMG-Mercedes     | Mercedes-Benz Classe C   |
| 2009                                      | Jamie Green                 | AMG-Mercedes     | Persson                  |
| 2010                                      | Jamie Green                 | AMG-Mercedes     | Persson                  |
| 2011                                      | Bruno Spengler              | AMG-Mercedes     | Mercedes-Benz Classe C   |
| 2012                                      | Jamie Green                 | AMG-Mercedes     | Mercedes-Benz Classe C   |